# 다케시마섬 (가고시마현)
다케시마섬(일본어: 竹島)은 류큐 열도의 한 섬이다. 이 섬의 면적은 4.2 km2이고, 2019년 기준 41가구에 70명의 주민이 거주하고 있다. 이 섬은 규슈에서 오직 페리를 통해서만 출입할 수 있으면 3시간 정도 소요된다.
규슈에서 94 km, 규슈 남서단의 사쓰마반도에서 50 km 떨어져 있으며, 이오지마섬, 구로시마섬과 함께 가고시마군 미시마촌에 속한다.